# Serromyia mangrovi
Serromyia mangrovi är en tvåvingeart som beskrevs av Delecolle och Braverman 1987. Serromyia mangrovi ingår i släktet Serromyia och familjen svidknott.
Artens utbredningsområde är Egypten. Inga underarter finns listade i Catalogue of Life.